# Grand Prix Ázerbájdžánu 2024
Grand Prix Ázerbájdžánu 2024 (oficiálně Formula 1 Qatar Airways Azerbaijan Grand Prix 2024) se jela na okruhu Baku City Circuit v Baku dne 15. září 2024. Závod byl sedmnáctým v pořadí v sezóně 2024 šampionátu Formule 1.
Kevin Magnussen dostal zákaz startu v závodě, jelikož nasbíral celkem 12 trestných bodů. V Haasu ho nahradil rezervní jezdec týmu Oliver Bearman.

## Kvalifikace
Kvalifikace se uskutečnila 14. září 2024 v 16:00 místního času (UTC+4).
| Poř.                        | Č. | Jezdec           | Konstruktér                  | Časy v kvalifikaci | Časy v kvalifikaci | Časy v kvalifikaci | Pořadí na startu |
| Poř.                        | Č. | Jezdec           | Konstruktér                  | Q1                 | Q2                 | Q3                 | Pořadí na startu |
| --------------------------- | -- | ---------------- | ---------------------------- | ------------------ | ------------------ | ------------------ | ---------------- |
| 1                           | 16 | Charles Leclerc  | Ferrari                      | 1:42.775           | 1:42.056           | 1:41.365           | 1                |
| 2                           | 81 | Oscar Piastri    | McLaren-Mercedes             | 1:43.033           | 1:42.598           | 1:41.686           | 2                |
| 3                           | 55 | Carlos Sainz Jr. | Ferrari                      | 1:43.357           | 1:42.503           | 1:41.805           | 3                |
| 4                           | 11 | Sergio Pérez     | Red Bull Racing-Honda RBPT   | 1:43.213           | 1:42.263           | 1:41.813           | 4                |
| 5                           | 63 | George Russell   | Mercedes                     | 1:43.139           | 1:42.329           | 1:41.874           | 5                |
| 6                           | 1  | Max Verstappen   | Red Bull Racing-Honda RBPT   | 1:43.097           | 1:42.042           | 1:42.023           | 6                |
| 7                           | 44 | Lewis Hamilton   | Mercedes                     | 1:43.089           | 1:42.765           | 1:42.289           | PL               |
| 8                           | 14 | Fernando Alonso  | Aston Martin Aramco-Mercedes | 1:43.472           | 1:42.426           | 1:42.369           | 7                |
| 9                           | 43 | Franco Colapinto | Williams-Mercedes            | 1:43.138           | 1:42.473           | 1:42.530           | 8                |
| 10                          | 23 | Alexander Albon  | Williams-Mercedes            | 1:42.899           | 1:42.840           | 1:42.859           | 9                |
| 11                          | 50 | Oliver Bearman   | Haas-Ferrari                 | 1:43.471           | 1:42.968           |                    | 10               |
| 12                          | 22 | Júki Cunoda      | RB-Honda RBPT                | 1:43.337           | 1:43.035           |                    | 11               |
| 13                          | 27 | Nico Hülkenberg  | Haas-Ferrari                 | 1:43.101           | 1:43.191           |                    | 12               |
| 14                          | 18 | Lance Stroll     | Aston Martin Aramco-Mercedes | 1:43.370           | 1:43.404           |                    | 13               |
| 15                          | 3  | Daniel Ricciardo | RB-Honda RBPT                | 1:43.547           |                    |                    | 14               |
| 16                          | 4  | Lando Norris     | McLaren-Mercedes             | 1:43.609           |                    |                    | 15               |
| 17                          | 77 | Valtteri Bottas  | Kick Sauber-Ferrari          | 1:43.618           |                    |                    | 16               |
| 18                          | 24 | Čou Kuan-jü      | Kick Sauber-Ferrari          | 1:44.246           |                    |                    | 17               |
| 19                          | 31 | Esteban Ocon     | Alpine-Renault               | 1:44.504           |                    |                    | PL               |
| DSQ                         | 10 | Pierre Gasly     | Alpine-Renault               | 1:43.088           | 1:43.179           |                    | 18               |
| 107 % času vítěze: 1:49.969 |    |                  |                              |                    |                    |                    |                  |
| Zdroj:                      |    |                  |                              |                    |                    |                    |                  |

Poznámky
1. ↑  Lewis Hamilton se kvalifikoval jako 7., musel ale odstartovat z boxů kvůli výměně pohonné jednotky během parc fermé.
2. ↑  Čou Kuan-jü musel odstartovat z konce startovního pole, jelikož překročil maximální možný počet pohonných jednotek.
3. ↑  Esteban Ocon se kvalifikoval jako 19., musel ale odstartovat z boxů kvůli výměně části pohonné jednotky během parc fermé.
4. ↑  Pierre Gasly se kvalifikoval jako 13., z kvalifikace byl ale následně diskvalifikován, jelikož měl jeho monopost v Q2 vyšší průtok paliva, než dovolují pravidla. Odstartovat mohl díky udělené výjimce.

## Závod
Závod se uskutečnil 15. září 2024 v 15:00 místního času (UTC+4).
| Poř.                                                                      | No. | Jezdec           | Konstruktér                  | Počet kol | Čas/Odstoupení  | Start | Body |
| ------------------------------------------------------------------------- | --- | ---------------- | ---------------------------- | --------- | --------------- | ----- | ---- |
| 1                                                                         | 81  | Oscar Piastri    | McLaren-Mercedes             | 51        | 1:32:58.007     | 2     | 25   |
| 2                                                                         | 16  | Charles Leclerc  | Ferrari                      | 51        | +10.910         | 1     | 18   |
| 3                                                                         | 63  | George Russell   | Mercedes                     | 51        | +31.328         | 5     | 15   |
| 4                                                                         | 4   | Lando Norris     | McLaren-Mercedes             | 51        | +36.143         | 15    | 13   |
| 5                                                                         | 1   | Max Verstappen   | Red Bull Racing-Honda RBPT   | 51        | +1:17.098       | 6     | 10   |
| 6                                                                         | 14  | Fernando Alonso  | Aston Martin Aramco-Mercedes | 51        | +1:25.468       | 7     | 8    |
| 7                                                                         | 23  | Alexander Albon  | Williams-Mercedes            | 51        | +1:27.396       | 9     | 6    |
| 8                                                                         | 43  | Franco Colapinto | Williams-Mercedes            | 51        | +1:29.541       | 8     | 4    |
| 9                                                                         | 44  | Lewis Hamilton   | Mercedes                     | 51        | +1:32:396       | PL    | 2    |
| 10                                                                        | 50  | Oliver Bearman   | Haas-Ferrari                 | 51        | +1:33.127       | 10    | 1    |
| 11                                                                        | 27  | Nico Hülkenberg  | Haas-Ferrari                 | 51        | +1:33.465       | 12    |      |
| 12                                                                        | 31  | Pierre Gasly     | Alpine-Renault               | 51        | +1:57.189       | 18    |      |
| 13                                                                        | 3   | Daniel Ricciardo | RB-Honda RBPT                | 51        | +2:26.907       | 14    |      |
| 14                                                                        | 24  | Čou Kuan-jü      | Kick Sauber-Ferrari          | 51        | +2:28.841       | 17    |      |
| 15                                                                        | 31  | Esteban Ocon     | Alpine-Renault               | 50        | +1 kolo         | PL    |      |
| 16                                                                        | 77  | Valtteri Bottas  | Kick Sauber-Ferrari          | 50        | +1 kolo         | 16    |      |
| 17                                                                        | 11  | Sergio Pérez     | Red Bull Racing-Honda RBPT   | 49        | Kolize          | 4     |      |
| 18                                                                        | 55  | Carlos Sainz Jr. | Ferrari                      | 49        | Kolize          | 3     |      |
| 19                                                                        | 18  | Lance Stroll     | Aston Martin Aramco-Mercedes | 45        | Brzdy           | 13    |      |
| Ret                                                                       | 22  | Júki Cunoda      | RB-Honda RBPT                | 14        | Následky nehody | 11    |      |
| Nejrychlejší kolo:' Lando Norris (McLaren-Mercedes) – 1:45.255 (42. kolo) |     |                  |                              |           |                 |       |      |
| Zdroj:                                                                    |     |                  |                              |           |                 |       |      |

Poznámky
1. ↑  Včetně bodu za nejrychlejší kolo.
2. 1 2 3  Sergio Pérez, Lance Stroll a Carlos Sainz Jr. byli klasifikováni, jelikož odjeli více než 90 % délky závodu.

## Průběžné pořadí po závodě
|        | Pořadí | Jezdec           | Body |
| ------ | ------ | ---------------- | ---- |
|        | 1      | Max Verstappen   | 313  |
|        | 2      | Lando Norris     | 254  |
|        | 3      | Charles Leclerc  | 235  |
|        | 4      | Oscar Piastri    | 222  |
|        | 5      | Carlos Sainz Jr. | 184  |
| Zdroj: |        |                  |      |

|        | Pořadí | Konstruktér                  | Body |
| ------ | ------ | ---------------------------- | ---- |
| 1      | 1      | McLaren-Mercedes             | 476  |
| 1      | 2      | Red Bull Racing-Honda RBPT   | 456  |
|        | 3      | Ferrari                      | 425  |
|        | 4      | Mercedes                     | 309  |
|        | 5      | Aston Martin Aramco-Mercedes | 82   |
| Zdroj: |        |                              |      |